# David Dobrik

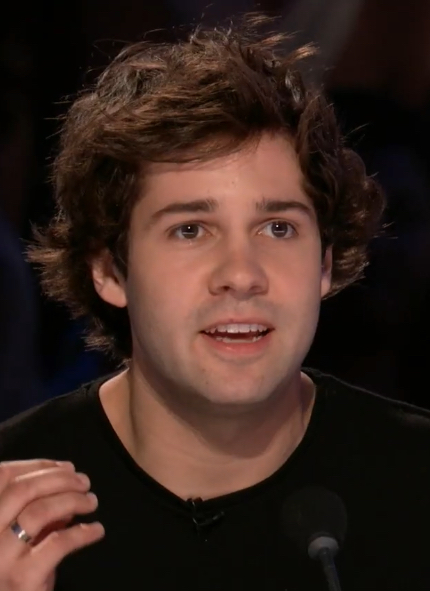
David Dobrik nel 2019

David Julian Dobrik (Košice, 23 luglio 1996) è uno youtuber, attore e personaggio televisivo slovacco. Ha riscontrato successo grazie alla piattaforma di condivisione video Vine, prima di creare un canale su YouTube in cui carica vlog dalla fine del 2014. A partire dal 2019, Dobrik è il leader del famoso gruppo di YouTube, The Vlog Squad, che appare in primo piano nei suoi vlog. A giugno 2020, il canale di David conta 17,6 milioni di iscritti e un totale di 7,3 miliardi di visualizzazioni. Il suo canale è stato il quinto più visto su YouTube nel 2019, con 2,4 miliardi di visualizzazioni solamente quell'anno.

## Biografia
Dobrik è nato il 23 luglio 1996 a Košice, in Slovacchia. La sua famiglia si trasferì a Vernon Hills, nell'Illinois, quando David aveva sei anni. Ha frequentato la Vernon Hills High School, dove ha giocato a tennis, che lo ha portato a qualificarsi per il Boys Tennis State Tournament nel 2014, un torneo di tennis per ragazzi in cui ha vinto il terzo posto. Dopo il diploma, si trasferisce a Los Angeles per intraprendere la sua carriera che si stava formando grazie a Vine.

### 2013-2016: Vine e gli inizi su YouTube
Nel 2013, Dobrik ha caricato il suo primo video su Vine. Ha collaborato successivamente con altri famosi viner come Liza Koshy, Gabbie Hanna, Jason Nash e Zane & Heath. Prima di creare il suo canale YouTube, David faceva parte del gruppo di YouTube, Second Class. Quando il canale ha chiuso nel 2015, Dobrik e gli altri partecipanti avevano guadagnato oltre 18.000 iscritti al canale. Dobrik ha lanciato il suo canale YouTube personale chiamato David Dobrik, nel 2015. Fin dalla sua creazione, i video su questo canale sono vlog comici basati su situazioni di vita reale e alcune situazioni semi-sceneggiate, con molti dei suoi ex collaboratori di Vine. Nell'agosto 2016, Dobrik ha creato il suo secondo canale, David Dobrik Too, dove pubblica contenuti diversi dai vlog come sketch, challenge e sponsorizzazioni.

### 2017-presente: carriera su YouTube

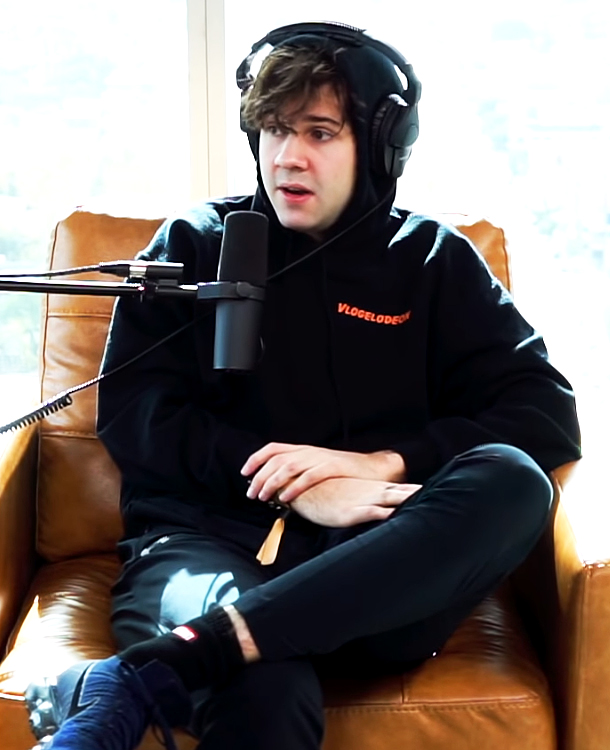
David Dobrik durante un'intervista al podcast ADHD nel 2018

Dobrik ha guadagnato molti iscritti negli ultimi anni grazie ai suoi video coinvolgenti che consistono in scherzi e collaborazioni con le star di Vine e YouTube, celebrità vere e vari personaggi comici. Precedentemente pubblicava i suoi video tre volte alla settimana, mentre attualmente ne pubblica due. Ha un podcast intitolato "VIEWS" con il collega youtuber Jason Nash.
Nel dicembre 2018, Dobrik ha ricevuto un Diamond Play Button da YouTube come riconoscimento per il suo canale YouTube che ha superato i 10 milioni di iscritti.

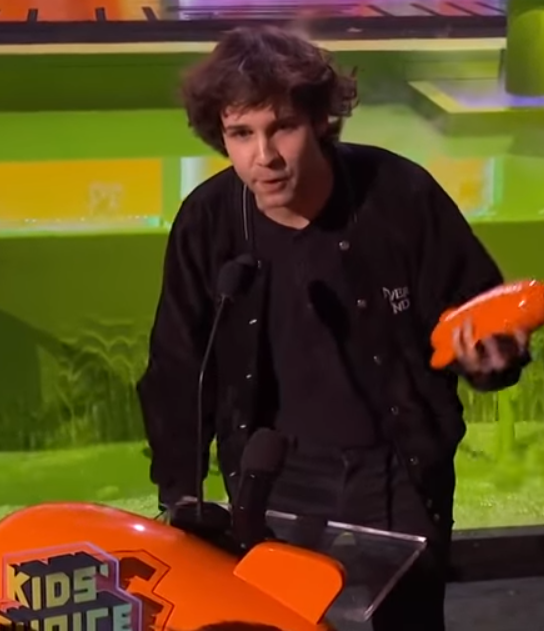
David Dobrik ai Kids' Choice Awards 2019

Nel luglio 2019, Dobrik è stato inserito nella rivista di moda W assieme a Diana Silvers, Gigi Hadid e Joe Jonas, per aver fatto parte di una moda passeggera che consisteva nella creazione di un account Instagram secondario dedicato alle foto di se stessi scattate con macchine fotografiche usa e getta. Dobrik è stato anche giudice in una competizione musicale su Nickelodeon intitolata America's Most Musical Family, insieme a Ciara e Debbie Gibson.
Nell'agosto 2019, David è stato inserito dalla rivista Variety nella lista annuale chiamata Power of Young Hollywood in cui vengono menzionate le giovani star di successo, insieme a celebrità come le Blackpink, Billie Eilish, Tom Holland e Lil Nas X. Nello stesso mese, Dobrik ha presentato la cerimonia di premiazione dei Teen Choice Awards con Lucy Hale.  Dobrik ha anche partecipato al primo Kids' Choice Sports Championship, insieme a Rob Gronkowski, Lindsey Vonn e Kel Mitchell, tra gli altri.
Nell'ottobre 2019, David è stato nominato come influencer e personalità di internet numero 1 da seguire sui social media dagli adolescenti sulla base del sondaggio condotto da Piper Jaffray &amp; Co., assieme a influencer come Kylie Jenner, Donald Trump, LeBron James e Dwayne "The Rock" Johnson .
Nel novembre 2019, la rivista People ha nominato Dobrik come Sexiest Heartthrob del 2019. Nello stesso mese, Dobrik è stato uno dei presentatori degli American Music Awards del 2019.
A dicembre 2019, David è stato nominato da YouTube come il quinto creatore più visto di quell'anno sulla piattaforma, con 2,4 miliardi di visualizzazioni. Sempre quel mese, un video di Dobrik su TikTok è divenuto il video più virale del 2019 sulla piattaforma con 17,5 milioni di "mi piace" e 180 milioni di visualizzazioni.
Nel gennaio 2020, Dobrik ha lanciato la sua app chiamata David's Disposable, che consente agli utenti di creare foto dall'aspetto retrò. L'app ha superato oltre un milione di download ed è anche arrivata, per un breve periodo, in cima alla lista per le app gratuite più popolari sull'App Store di Apple, sorpassando Disney+ e Instagram.
Dobrik è apparso anche in The Tonight Show con Jimmy Fallon facendo il suo debutto televisivo.
Nel marzo 2021, è al centro di uno scandalo mediatico, accusato dalla testimonianza di una vittima mediante un articolo giornalistico della rivista Insider, di aver filmato una violenza sessuale e in seguito di aver pubblicato il video nel 2018. La ragazza ha confessato di essere stata resa incosciente dai ragazzi a causa della quantità estrema di alcol che le era stato offerto, nonostante non avesse ancora compiuto 21 anni. Successivamente, ha detto, è stata coinvolta in un atto sessuale di gruppo, con un membro della Vlog Squad, malgrado lei fosse incosciente e non in grado di dare il suo consenso. Di conseguenza, Dobrik ha lasciato l’applicazione Dispo (una sorta di nuovo Instagram) che aveva lui stesso co-fondato, ed è stato abbandonato da molte aziende che lo hanno sponsorizzato nella sua carriera.
Il 22 Marzo 2021, David Dobrik pubblica un video di scuse sul suo canale YouTube più popolare, ammettendo di avere delle colpe e di essere responsabile dell'incidente e rendendosi disponibile per chiunque si sia mai ritenuto in pericolo nei suoi video negli anni.
Il 26 marzo 2021 YouTube ha temporaneamente demonetizzato il canale di David Dobrik per l'incidente, citando violazioni delle sue norme sulla responsabilità del creator.

### Il podcastViews
A settembre 2018, Dobrik ha creato il suo terzo canale YouTube, Views Podcast, dove pubblica le puntate del podcast Views. David ha deciso, tuttavia, di interrompere la trasmissione su YouTube, continuando invece a pubblicare gli episodi esclusivamente su Apple Podcast e su Spotify.

## Vita privata
Dobrik ha tre fratelli, Ester, Sara e Toby. È giunto negli Stati Uniti da bambino con la sua famiglia illegalmente e da allora è protetto dall'espulsione dagli Stati Uniti ai sensi del DACA. Dobrik ha dichiarato in un'intervista del dicembre 2018 di saper parlare slovacco.
David ha frequentato la collega youtuber Liza Koshy dalla fine del 2015 fino a inizio 2018. Hanno rivelato la loro rottura nel giugno 2018.
Il 15 maggio 2019, Dobrik ha sposato legalmente Lorraine Nash, la madre dello youtuber Jason Nash, per intrattenere i fan in un vlog su YouTube. Il 22 novembre 2019, Dobrik ha dichiarato via Instagram di aver firmato ufficialmente i documenti per il divorzio.

## Filmografia

### Film
- FML – regia di Jason Nash (2016) - Taylor Mackey
- Airplane Mode – regia di David Dinetz e Dylan Trussel (2019) - se stesso

### Cortometraggi
- An Interrogation – (2015) - David Baker[47]

### Video musicali
- 2017 – Sad Song di Scotty Sire
- 2017 – My Life Sucks di Scotty Sire
- 2017 – Gucci Bands di Dom Zeglaitis
- 2018 – David's Haunted House di Scotty Sire
- 2018 – Cozy di Trisha Paytas
- 2019 – Graduation di Benny Blanco e Juice WRLD

## Programmi televisivi
- America's Most Musical Family – talent show (2019) - giudice
- Chopped Junior – talent show, episodio del 12 novembre (2019) - giudice ospite
- Unfiltered – game show, episodio 1x03 (2020)

## Doppiaggio
- Axel in Angry Birds 2 - Nemici amici per sempre – regia di Thurop Van Oldman e di John Rice (2019)

## Riconoscimenti
| Premio | Anno                      | Ricevente                                                   | Categoria                      | Risultato       | Note   |
| ------ | ------------------------- | ----------------------------------------------------------- | ------------------------------ | --------------- | ------ |
| 2017   | Shorty Awards             | Se stesso                                                   | Vlogger dell'anno              | Vincitore/trice | [ 48 ] |
| 2017   | Streamy Awards            | Se stesso                                                   | Breakout Creator               | Vincitore/trice | [ 49 ] |
| 2017   | Streamy Awards            | Se stesso                                                   | Creator dell'anno              | Candidato/a     | [ 49 ] |
| 2018   | Shorty Awards             | Se stesso                                                   | YouTuber dell'anno             | Candidato/a     | [ 50 ] |
| 2018   | Shorty Awards             | Vlog Squad                                                  | Gruppo YouTube                 | Vincitore/trice | [ 51 ] |
| 2018   | Shorty Awards             | VIEWS (David Dobrik e Jason Nash)                           | Miglior Podcast                | Vincitore/trice | [ 52 ] |
| 2018   | Streamy Awards            | Se stesso                                                   | Creator dell'anno              | Candidato/a     | [ 53 ] |
| 2018   | Streamy Awards            | Se stesso                                                   | First Person                   | Vincitore/trice | [ 53 ] |
| 2018   | Streamy Awards            | VIEWS (David Dobrik e Jason Nash)                           | Miglior Podcast                | Candidato/a     | [ 53 ] |
| 2018   | Streamy Awards            | FEARBOX Challenge (con Jennifer Lopez)                      | Miglior collaborazione         | Candidato/a     | [ 53 ] |
| 2018   | Streamy Awards            | David's Vlog                                                | Ensemble Cast                  | Vincitore/trice | [ 53 ] |
| 2018   | Streamy Awards            | Se stesso                                                   | Directing                      | Candidato/a     | [ 53 ] |
| 2019   | Kids' Choice Awards       | Se stesso                                                   | Star dei social preferita      | Vincitore/trice | [ 54 ] |
| 2019   | Shorty Awards             | Se stesso                                                   | YouTuber dell'anno             | Candidato/a     | [ 55 ] |
| 2019   | Teen Choice Awards        | Se stesso                                                   | Choice Star del web maschile   | Vincitore/trice | [ 56 ] |
| 2019   | Teen Choice Awards        | Se stesso                                                   | Choice YouTuber                | Candidato/a     | [ 56 ] |
| 2019   | Streamy Brand Awards      | Chipotle e David Dobrik                                     | Miglior sponsorizzazione       | Vincitore/trice | [ 57 ] |
| 2019   | Streamy Brand Awards      | David Dobrik e SeatGeek: Becoming a Member of the VlogSquad | Miglior sponsorizzazione       | Candidato/a     | [ 57 ] |
| 2019   | Streamy Brand Awards      | Chipotle e David Dobrik                                     | Miglior campagna di influencer | Candidato/a     | [ 57 ] |
| 2019   | Streamy Brand Awards      | David Dobrik e SeatGeek: Becoming a Member of the VlogSquad | Miglior campagna di influencer | Candidato/a     | [ 57 ] |
| 2019   | E! People's Choice Awards | Se stesso                                                   | Miglior star dei social        | Vincitore/trice | [ 58 ] |
| 2019   | Streamy Awards            | Se stesso                                                   | Creator of the Year            | Candidato/a     | [ 59 ] |
| 2019   | Streamy Awards            | Se stesso                                                   | First Person                   | Vincitore/trice | [ 59 ] |
| 2019   | Streamy Awards            | VIEWS (David Dobrik e Jason Nash)                           | Miglior Podcast                | Candidato/a     | [ 59 ] |
| 2019   | Streamy Awards            | SURPRISING PEOPLE WITH KYLIE JENNER!! (con Kylie Jenner)    | Miglior collaborazione         | Vincitore/trice | [ 59 ] |
| 2019   | Streamy Awards            | Vlog Squad                                                  | Ensemble Cast                  | Vincitore/trice | [ 59 ] |
| 2019   | Streamy Awards            | Se stesso                                                   | Directing                      | Candidato/a     | [ 59 ] |
| 2019   | Streamy Awards            | Se stesso                                                   | Editing                        | Candidato/a     | [ 59 ] |
| 2020   | Kids' Choice Awards       | Se stesso                                                   | Influencer maschile preferito  | Vincitore/trice | [ 60 ] |